# Yang Hansen
Yang Hansen (杨瀚森S; Zibo, 26 giugno 2005) è un cestista cinese professionista nella NBA con i Portland Trail Blazers.

## Biografia
Yang nasce a Zibo, nella provincia dello Shandong e inizia a praticare la pallacanestro all'età di tre anni.

## Carriera

### Club

#### Qingdao Eagles
Durante la stagione 2023-2024 della CBA, Yang viene promosso nella prima squadra degli Qingdao Eagles. Alla fine della stagione viene nominato Rookie of the Year e Defensive Player of the Year dopo aver chiuso con una media di 16,6 punti, 10,5 rimbalzi e 3 assist.

#### Portland Trail Blazers
Yang viene scelto dai Memphis Grizzlies come sedicesima scelta assoluta del draft NBA 2025 ma viene poi scambiato con i Portland Trail Blazers. Diventa il sesto cestista cinese ad essere scelto a un draft NBA.

### Nazionale
Yang partecipa al campionato del mondo under-19 del 2023 con la Cina dove chiude il torneo con una media di 12,6 punti, 10,4 rimbalzi, 4,7 assist e 5 stoppate e venendo incluso nel secondo miglior quintetto. Nel febbraio del 2024, fa il debutto con la nazionale maggiore alle qualificazioni alla coppa d'Asia FIBA 2025 nella sfida contro la Mongolia.